# Jiraiya (folklore)

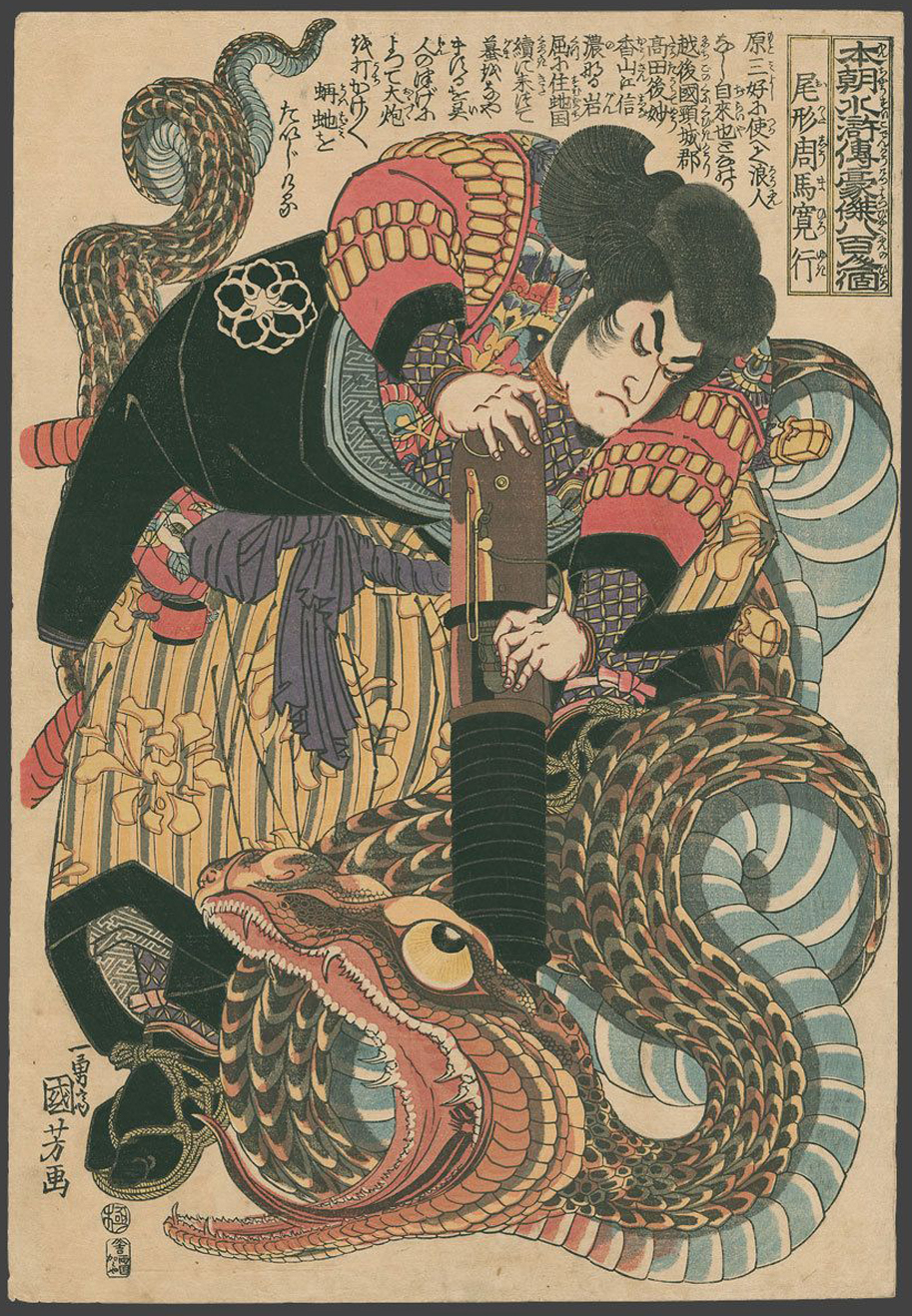
Jiraiya in gevecht met een reuzenslang

Jiraiya (Japans: 自来也 of 児雷也) is een ninjakarakter uit de Japanse folklore. De legende speelde zich af op het eiland Kyushu waar Jiraiya verliefd werd op Tsunade en moest strijden tegen Orochimaru. Jiraiya had magische krachten waardoor hij in een gigantische pad kon veranderen.
In de 19e eeuw werden een aantal romans over hem geschreven en een kabuki. Later dook zijn karakter ook op in films en mangastrips en series, onder andere in Naruto en Sekai Ninja Sen Jiraiya.